# Брединский район
Брединский округ (до 13.03.2025 район)— административно-территориальная единица (округ) и одноимённое муниципальное образование (муниципальный округ) в Челябинской области Российской Федерации.
Административный центр: посёлок Бреды.

## География
Площадь земель района 5 076 км². Граница района проходит по водоразделу рек Тобол и Урал, по границе Уральской горной страны и Западно-Сибирской равнины, в самой южной части Челябинской области.

## История
Брединский район с административным центром в посёлке Бреды был образован 4 ноября 1926 года.
Освоение земель современного Брединского района русскими началось с 30-х годов XIX века. В 1835 году было основано укрепление Наслединка, названное в честь наследника престола, впоследствии императора Александра II, по случаю посещения им казачьих поселений во время поездки по Оренбургской губернии в 1837 году. В 1836 году возникли станицы Мариинская, названная в честь особы императорского двора, Атамановская, основанная казаками Атамановского полка Оренбургского казачьего войска, Павловская, названная в честь императора Павла I. В 1837 году появились станицы Андреевская, названная в честь Андрея Первозванного, и Княженская, названная в честь одного из членов императорской семьи. 
25 февраля 1842 года в силу высочайшего повеления первыми поселенцами на территории Брединского района были 65 казаков с семьями из крепости Ольшанской.
В 1843 году из крестьян-переселенцев из Самарской и Тамбовской губерний был образован посёлок Рымникский, названный по реке Рымник в Румынии, на которой в 1789 году русские войска под командованием А. В. Суворова разгромили турецкую армию. В 1857 году, в период активного освоения Приамурья, казаками основан посёлок Амурский. 
Весной 1954 года в Брединском районе началось массовое освоение целинных и залежных земель, за три целинных года были освоены 120 тыс. га новых земель, выросли 16 новых населённых пунктов.
Крупнейшим открытием археологической науки на землях района стал Аркаим, укреплённое поселение эпохи бронзы, в котором заметны черты нарождающегося города. Открытие датируется 1987 годом. Своё название город бронзового века получил по имени ближайшей сопки и урочища. Аркаим — памятник древней культуры, насчитывающий 4 800 лет, его называют Троей бронзового века Урала. Не случайно на гербе и флаге Брединского района размещено стилизованное изображение Аркаима.

## Население
| 2002    | 2005    | 2006    | 2007    | 2008    | 2009    | 2010    |
| ------- | ------- | ------- | ------- | ------- | ------- | ------- |
| 33 039  | ↘31 473 | ↘30 694 | ↘30 085 | ↘29 548 | ↗30 999 | ↘28 498 |
| 2011    | 2012    | 2013    | 2014    | 2015    | 2016    | 2017    |
| ↘28 446 | ↘27 858 | ↘27 173 | ↘26 619 | ↘26 329 | ↘25 959 | ↘25 670 |
| 2018    | 2019    | 2020    | 2021    | 2023    |         |         |
| ↘25 420 | ↘24 915 | ↘24 666 | ↘24 173 | ↘23 586 |         |         |

## Территориальное устройство
До преобразования в округ, Брединский район как административно-территориальная единица области делился на 11 сельсоветов. Брединский муниципальный район, в рамках организации местного самоуправления, включал соответственно 11 муниципальных образований со статусом сельских поселений:
| №  | Муниципальное образование        | Административный центр | Количество населённых пунктов | Население (чел.) | Площадь (км²) |
| -- | -------------------------------- | ---------------------- | ----------------------------- | ---------------- | ------------- |
| 1  | Андреевское сельское поселение   | посёлок Андреевский    | 2                             | ↘1496            | 399,69        |
| 2  | Атамановское сельское поселение  | посёлок Атамановский   | 2                             | ↘538             | 237,98        |
| 3  | Белокаменское сельское поселение | посёлок Маяк           | 4                             | ↗1778            | 415,93        |
| 4  | Боровское сельское поселение     | село Боровое           | 5                             | ↘2552            | 504,50        |
| 5  | Брединское сельское поселение    | посёлок Бреды          | 2                             | ↘9212            | 287,21        |
| 6  | Калининское сельское поселение   | посёлок Калининский    | 5                             | ↘1679            | 474,62        |
| 7  | Княженское сельское поселение    | посёлок Княженский     | 2                             | ↗831             | 391,16        |
| 8  | Комсомольское сельское поселение | посёлок Комсомольский  | 3                             | ↗1403            | 414,08        |
| 9  | Наследницкое сельское поселение  | посёлок Наследницкий   | 3                             | ↘1635            | 495,55        |
| 10 | Павловское сельское поселение    | посёлок Павловский     | 4                             | ↗1570            | 462,27        |
| 11 | Рымникское сельское поселение    | посёлок Рымникский     | 4                             | ↘1383            | 985,23        |

После преобразования в округ все сельсоветы и сельские поселения были упразднены.

### Населённые пункты
В районе 36 населённых пунктов.
| №  | Населённый пункт | Тип               | Население | Муниципальное образование        |
| -- | ---------------- | ----------------- | --------- | -------------------------------- |
| 1  | Амурский         | посёлок           | ↘558      | Калининское сельское поселение   |
| 2  | Андреевский      | посёлок           | ↗1440     | Андреевское сельское поселение   |
| 3  | Аркаим           | посёлок           | 15        | Калининское сельское поселение   |
| 4  | Атамановский     | посёлок           | ↘709      | Атамановское сельское поселение  |
| 5  | Байтук           | посёлок ж-д. ст.  | ↘25       | Павловское сельское поселение    |
| 6  | Берёзовка        | посёлок           | ↘163      | Рымникское сельское поселение    |
| 7  | Боровое          | село              | ↘1480     | Боровское сельское поселение     |
| 8  | Бреды            | посёлок           | ↘8792     | Брединское сельское поселение    |
| 9  | Восточный        | посёлок           | ↗315      | Павловское сельское поселение    |
| 10 | Восход           | посёлок           | ↘159      | Белокаменское сельское поселение |
| 11 | Гогино           | посёлок ж.-д. ст. | ↘593      | Боровское сельское поселение     |
| 12 | Заозёрный        | посёлок           | ↘272      | Княженское сельское поселение    |
| 13 | Калининский      | посёлок           | ↘1267     | Калининское сельское поселение   |
| 14 | Княженский       | посёлок           | ↘816      | Княженское сельское поселение    |
| 15 | Комсомольский    | посёлок           | ↘1212     | Комсомольское сельское поселение |
| 16 | Коряжный         | посёлок           | ↘142      | Наследницкое сельское поселение  |
| 17 | Лебяжий          | посёлок           | ↘95       | Комсомольское сельское поселение |
| 18 | Мариинский       | посёлок           | ↘438      | Андреевское сельское поселение   |
| 19 | Маяк             | посёлок           | ↘1426     | Белокаменское сельское поселение |
| 20 | Мирное           | село              | ↘516      | Брединское сельское поселение    |
| 21 | Могутовский      | посёлок           | ↘564      | Боровское сельское поселение     |
| 22 | Морозовка        | посёлок           | ↗42       | Рымникское сельское поселение    |
| 23 | Наследницкий     | посёлок ост. п.   | ↗117      | Наследницкое сельское поселение  |
| 24 | Наследницкий     | посёлок           | ↘1788     | Наследницкое сельское поселение  |
| 25 | Новоамурский     | посёлок           | ↘123      | Калининское сельское поселение   |
| 26 | Новогеоргиевский | посёлок           | ↘436      | Боровское сельское поселение     |
| 27 | Новый            | посёлок           | ↘201      | Белокаменское сельское поселение |
| 28 | Октябрьский      | посёлок           | ↘174      | Белокаменское сельское поселение |
| 29 | Павловский       | посёлок           | ↘1264     | Павловское сельское поселение    |
| 30 | Рымникский       | посёлок           | ↘1244     | Рымникское сельское поселение    |
| 31 | Светлые Озёра    | посёлок           | ↘179      | Боровское сельское поселение     |
| 32 | Синий Шихан      | село              | ↘85       | Павловское сельское поселение    |
| 33 | Сосновка         | село              | ↘437      | Рымникское сельское поселение    |
| 34 | Степной          | посёлок           | ↘46       | Атамановское сельское поселение  |
| 35 | Чека             | посёлок           | ↘120      | Калининское сельское поселение   |
| 36 | Ясная Поляна     | село              | ↘320      | Комсомольское сельское поселение |

По состоянию на 1966 год, в Брединском районе было 49 населённых пунктов. Часть из них была упразднена впоследствии.
Постановлением Губернатора Челябинской области от 10.06.2024 г. № 169 была упразднена деревня Башкирово.

## Экономика

### Общие сведения
Экономика района представлена преимущественно сельским хозяйством, которое в общем объёме производства товаров, работ и услуг территории составляет 70 процентов. Занимая 7 процентов сельскохозяйственных угодий Челябинской области, район производит 12 процентов валового сбора зерновых и зернобобовых культур по области (пшеница твёрдых сортов) и располагает пятью процентами поголовья крупного рогатого скота, свиней и овец.
Перспективным направлением в животноводстве является разведение крупного рогатого скота мясного направления пород герефорд и симментал, в районе работают два племзавода и два племрепродуктора  мясного скотоводства. 12 крупных сельскохозяйственных предприятий имеют значение градообразующих для населённых пунктов, в которых проживает две трети населения района.
Также в районе действуют дорожно-строительные предприятия, небольшие золотодобывающие, хлебопекарные, мукомольные, масложировые предприятия. Экономически эффективным может стать производство строительных материалов и потребительских товаров из местных источников сырья, использование водоёмов для разведения рыбы.
Из исторически традиционных народных промыслов в районе сохранилось вязание на спицах изделий из козьего пуха, преимущественно, пуховых шалей.
Развитию туристического бизнеса может способствовать организация маршрутов с посещением крепости и храма Александра Невского в посёлке Наследницком, дома-музея резчика по дереву Резнова, ботанических памятников природы: брединских боров, археологических памятников эпохи бронзы Синташты, Аркаима.

### Полезные ископаемые
Брединский район располагает запасами полезных ископаемых:
- каменного угля (одно из месторождений Полтаво-Брединских антрацитов, запасы оценены в 50,5 млн. т., добыча прекратилась в 1959 г.);
- хромита (запасы определены в количестве более 5 тыс. т., содержание окиси хрома 40 %);
- цинка (Амурское месторождение);
- золота коренного и рассыпного;
- доломита металлургического (Шабановское и Гулинское месторождение, балансовые запасы 63999 тыс. т.);
- никеля (Гулинское месторождение и наиболее перспективное Каменнодольское месторождение);
- гранита (Кадыровское месторождение);
- марганца;
- мрамора;
- гипса в 4 км от п. Бреды;
- графита в каменноугольных месторождениях;
- известняка (Рамеевское месторождение);
- слюды, включенной в граниты;
- глины белой и красной (Брединское)[27].

### Промышленность
Добывающая отрасль:
- добыча золота (ООО «АС «Золотое руно»);
- добыча доломита (ООО «Георесурс»);
- разведка и последующая добыча общераспространённых полезных ископаемых (глина, щебень, песок) (АО «Южноуральская горнорудная компания»).

Обрабатывающая отрасль:
- производство хлебобулочных изделий (ООО «Брединский хлебокомбинат»);
- производство растительного масла (ООО «Перспектива»);
- деревообработка (индивидуальные предприниматели);
- производство мебели (индивидуальные предприниматели);
- производство чистой воды (ООО «Воды Аркаима»).

### Сельское хозяйство
Производство сельскохозяйственной продукции в хозяйствах всех категорий в 2014 году достигло 3145,9 млн. рублей в действующих ценах. По сравнению с 2006 годом (1878,8 млн. рублей) производство сельскохозяйственной продукции в районе увеличилось на 67 %. При этом продукция растениеводства в общей доле производства продукции сельского хозяйства в хозяйствах всех категорий занимает: 2006 год 59,2 %, 2008 год 57,2 %, 2011 год 57,8 %. Однако в 2013 году большую долю производства стала занимать продукция животноводства 54,6 %.
В составе сельхозугодий (414523 га) района пашни занимают 58,4 % (242286 га), а в общей площади земель района 47,8 %; под сенокосами занято 42719 га, или 10,3 % от площади сельхозугодий; для пастбищ используется 129363 га, или 31,2 % площади сельхозугодий. структуре сельхозугодий (414523 га) района пашни занимают 58,4 % (242286 га), а в общей площади земель района 47,8 %; под сенокосами занято 42719 га, или 10,3 % от площади сельхозугодий; для пастбищ используется 129363 га, или 31,2 % площади сельхозугодий.
В структуре посевных площадей ведущими являются зерновые культуры (в 2014 году 80 %). В сельскохозяйственных предприятиях пшеница занимает 79 % посевных площадей, в том числе твёрдых сортов почти половина площадей в Брединском районе и треть посевных площадей Челябинской области.
Валовый сбор зерна твёрдой пшеницы в районе составлял за период 2006-2014 гг. от 20 % до 60 % в производстве пшеницы и достиг более одной трети валового сбора зерна твёрдой пшеницы в Челябинской области.
В производстве продукции сельского хозяйства (в натуральных показателях тоннах) в 2006 году зерно составляло 157,7 тыс. тонн (68,1 %), картофель 36,6 тыс. тонн (15,8 %), овощи 5,8 тыс. тонн (2,5 %), молоко 26,4 тыс. тонн (11,4 %), мясо 5 тыс. тонн (2,2 %). В 2014 году: зерно 113,9 тыс. тонн (66,9 %), картофель 23,6 тыс. тонн (13,9 %), овощи 3,9 тыс. тонн (2,3 %), молоко 22,6 тыс. тонн (13,3 %), мясо 6,2 тыс. тонн (3,6 %).
Крупнейшие предприятия
| Крупнейшие предприятия         | Сфера деятельности                                                                                   | Число работников |
| ------------------------------ | --- | ---------------- |
| ООО «Совхоз «Брединский»       | Сельское хозяйство (выращивание зерновых и зернобобовых культур)                                     | 335              |
| АО «Брединский элеватор»       | Хранение и складирование зерна                                                                       | 56               |
| ООО «Боровое»                  | Сельское хозяйство (выращивание зерновых и зернобобовых культур)                                     | 224              |
| ООО «Агрофирма «Андреевская»   | Сельское хозяйство (выращивание зерновых и зернобобовых культур)                                     | 132              |
| ООО «Агрофирма «Калининская»   | Сельское хозяйство (выращивание зерновых и зернобобовых культур)                                     | 220              |
| АО «Гогинская хлебная база»    | Хранение и складирование замороженных и охлаждённых грузов                                           | 64               |
| ООО «СП «Сплав»                | Сельское хозяйство (выращивание зерновых и зернобобовых культур)                                     | 71               |
| ООО «Станица»                  | Сельское хозяйство (разведение крупного рогатого скота, выращивание зерновых и зернобобовых культур) | 78               |
| ООО «СП «Агрофирма Павловское» | Сельское хозяйство (выращивание зерновых и зернобобовых культур)                                     | 69               |
| ООО «Агрофирма «Комсомольский» | Сельское хозяйство (предоставление услуг в области растениеводства)                                  | 52               |
| ООО «Рымникское»               | Сельское хозяйство (выращивание зерновых и зернобобовых культур)                                     | 59               |
| ООО «Брединский хлебокомбинат» | Производство хлеба и мучных кондитерских изделий недлительного хранения                              | 45               |
| АО «Брединское АТП»            | Деятельность автомобильного (автобусного) пассажирского транспорта, подчиняющегося расписанию        | 46               |

## Известные личности
- Амир Чаныш (1909 — 1996) — писатель, филолог, участник Великой Отечественной войны.
- Григорьев, Василий Ефимович (1903 — 1965) — советский военный деятель, генерал-майор танковых войск (1943 год).
- Минин, Александр Иванович (1923 — 1998) — полный кавалер ордена Славы.
- Фонотов, Михаил Саввич (р. 1937) — известный уральский журналист, писатель и краевед. Начал свой путь журналиста в газете «Путь Ильича» Брединского района.

## Археология
На водоразделе правого берега реки Синташты, в 6 км к западу от посёлка Мирного и к юго-западу от посёлка Рымникского, в 8 км от районного центра посёлка Бреды, на левом краю балки Солёный Дол находится позднесарматский могильник «Солёный Дол».

## Гимн района
Гимн района собран из музыки Мустафы Мукаева, чья жена Марина с 2023 года является директором ДШИ, и стихов Людмилы Парваткиной
Текст:
Брединский край - отраженье Урала.
В землю родную влюблённый народ,
В жизни своей испытавший немало
Честным трудом мир и счастье куёт.
Припев:
Пойми и поверь, сторона дорогая,
Навек поселилась ты в нашей судьбе
Не заменит тебя никакая другая,
В верности нашей клянёмся тебе.
Брединский край - это в поле берёзы,
Звёзды в реке, в небе клин журавлей.
Малая родина - радость сквозь слёзы,
Нет и не может быть сердцу милей. 
Припев: 
Брединский край, с каждым годом ты краше,
Хлебом и песней славишься ты.
Гордость, надежда, опора ты наша,
Свет, озаряющий наши мечты. 
Припев: